# Cmentarz wojenny z II wojny światowej w Banachach (2)
Cmentarz wojenny z II wojny światowej w Banachach – zabytkowy cmentarz wojenny żołnierzy poległych w czasie II wojny światowej, znajdujący się w Banachach w gminie Harasiuki (powiat niżański). Cmentarz usytuowany jest poza miejscowością na skraju lasu przy drodze od Biłgoraj do Huty Krzeszowskiej.
Cmentarz ma kształt trapezu otoczonego metalowym płotkiem, składa się z mogił w układzie rzędowym. Na cmentarzu zostało pochowanych 126 polskich żołnierzy poległych o okolicach Banachach 14 i 16 września 1939 roku.
12 października 1981 roku, w rocznicę powstania Ludowego Wojska Polskiego, na cmentarzu został odsłonięty pomnik, na którym znajduje się inskrypcja: Dnia 14.09.1939r niemieckie lotnictwo zbombardowało odpoczywający po długim marszu znad Sanu oddział z 12 PP 6 DP grupy operacyjnej „BORUTA", zginęło 2 oficerów i 27 żołnierzy. Dnia 16.09.1939r 11 PP z 23 DP grupy operacyjnej „JAGMIN" zaskoczył w Banachach niemiecką kompanię kolarzy otoczył ją i zniszczył. Dnia 16.09.1939r 73 PP 23 DP grupy operacyjnej „JAGMIN" maszerujący w straży tylnej dywizji, zaskoczył i rozbił w Banachach oddział piechoty niemieckiej z baterią artylerii.
W Banachach znajduje się również drugi cmentarz polskich żołnierzy poległych w czasie kampanii wrześniowej.